# Overbeekhuis
Het Overbeekhuis (ookwel Marconihuis of Europoint I) is een 56 meter hoog kantoorgebouw nabij het Marconiplein in Rotterdam. Het werd gebouwd in opdracht van de N.V. Handelmaatschappij v/h Overbeek & Co. 
Directeur Herbert Irmer van de handelsmaatschappij was tijdens zijn studie in de Verenigde Staten onder de indruk geraakt van moderne architectuur, met name het werk van Mies van der Rohe. Hij ontpopte zich tot de drijvende kracht achter de bouw van een nieuw kantoorgebouw voor zijn bedrijf. Later ontwikkelde hij ook plannen voor hoge kantoortorens achter het Overbeekhuis die uiteindelijk resulteerde in de drie door Skidmore, Owings & Merrill ontworpen Europoint-torens.
Opmerkelijk was de voor die tijd nieuwe bouwmethode met glijbekisting, de hangconstructie en de opvallende vliesgevel. Op 7 juli 1964 werd het hoogste punt van de betonnen schacht bereikt en op 5 mei 1966 werd het gebouw officieel geopend. 
Oorspronkelijk werd het Overbeekhuis uitgevoerd in glas voorzien van een metallic laagje goud en koper daardoor kreeg het gebouw al gauw de bijnaam Goldfinger, naar James Bond-schurk uit de gelijknamige roman en de film die in 1964 uitkwam.
Het Overbeekhuis geldt nu als een laat voorbeeld van architectuur uit de wederopbouw-periode van het Rotterdam na de Tweede Wereldoorlog.

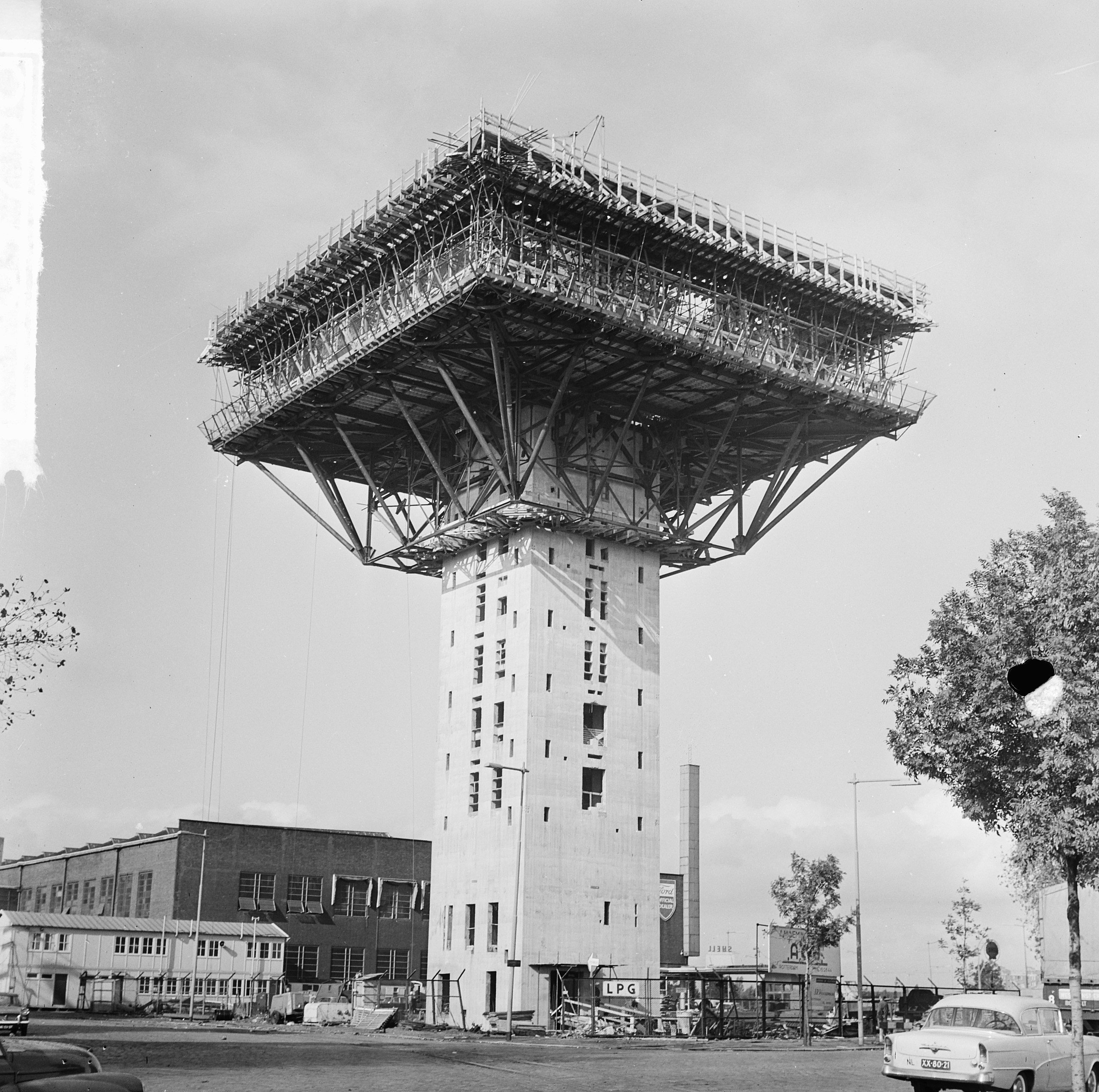
De bouw in oktober 1964
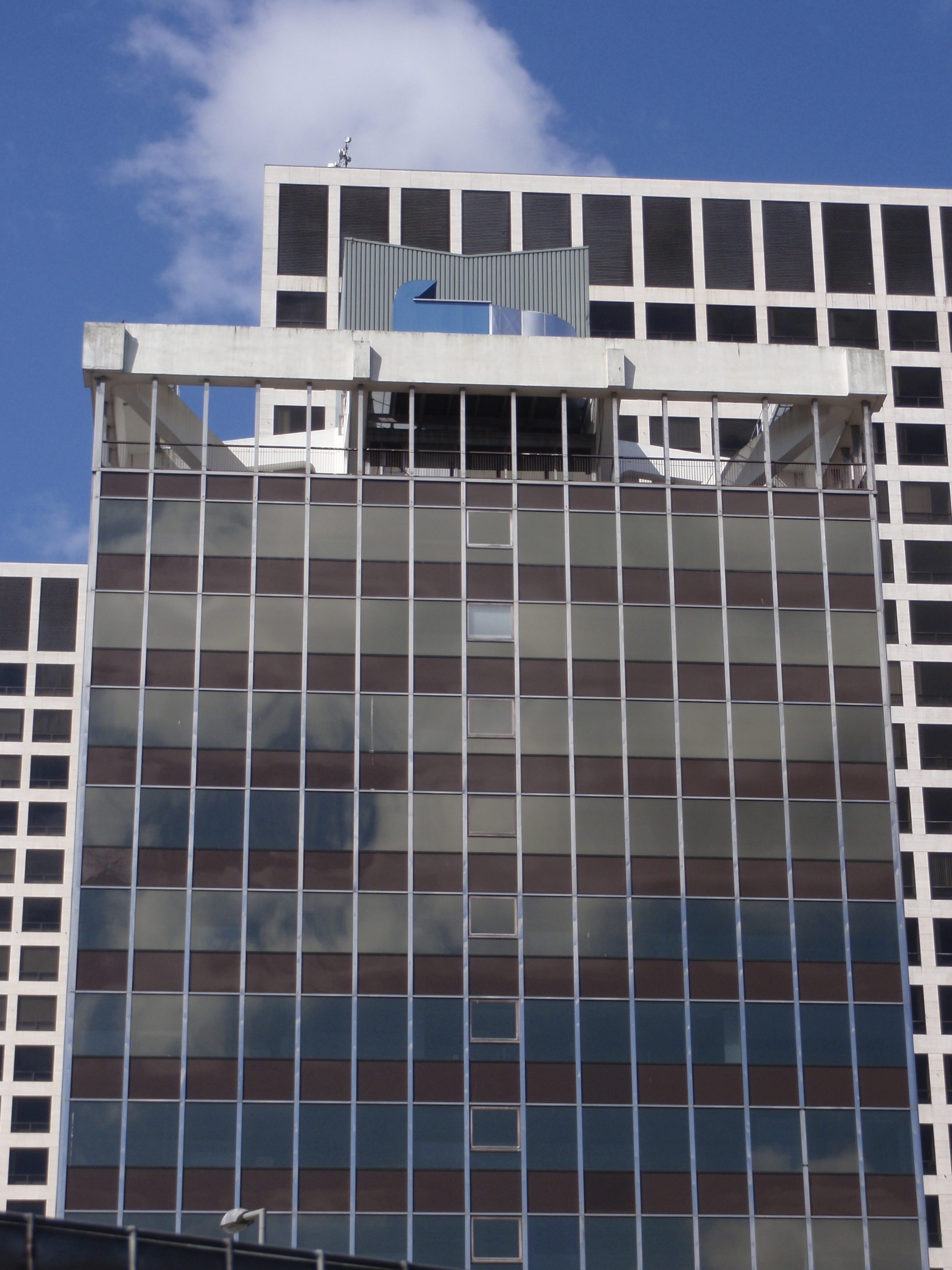
Twee Europoint-torens rijzen op achter het Overbeekhuis